# Arrêté TMD
L'Arrêté TMD  est un arrêté du 29 mai 2009 modifié relatif au transport des marchandises dangereuses par voies terrestres, que ce soit par route, par chemin de fer ou par voies de navigation intérieures. 
L'arrêté TMD rend applicable :
- les annexes A et B de l'Accord européen relatif au transport international des marchandises dangereuses par route (ADR).
- certaines prescriptions réglementaires nationales